# Kilkeel

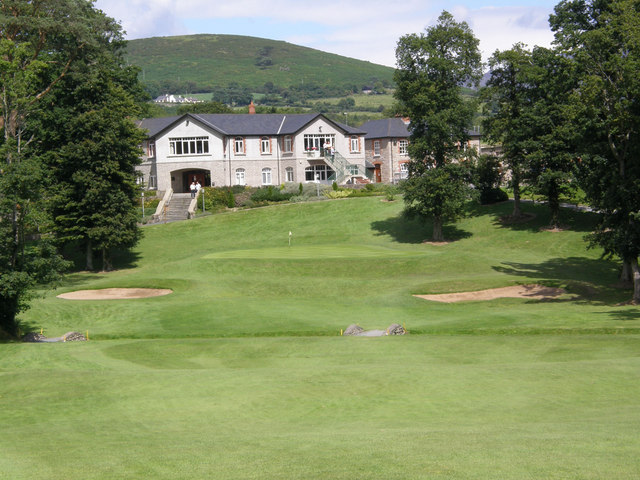
Mansió del al Club de Golf de Kilkeel

Kilkeel (en gaèlic irlandès Cill Chaoil que vol dir "temple de l'estret") és una vila d'Irlanda del Nord, al comtat de Down, a la província de l'Ulster. Està situada a la planura sud de les Muntanyes Mourne. S'estén al llarg de la costa sud del comtat de Down, des de Carlingford Lough, a l'oest d'Annalong a l'est. Quatre milles al sud-oest de Kilkeel hi és Cranfield Point, una petita península que marca el punt més meridional de la província.

## Demografia
Kilkeel és classificada com a ciutat petita segons la Northern Ireland Statistics and Research Agency (amb una població entre 4.500 i 14.000 habitants). Segons el cens de 2001 tenia 6,338 habitants dels quals:
- 26,2% tenen menys de 16 anys i el 18,2% més de 60;
- 48,4% són homes i el 51,6% són dones
- 3,5% de la població entre 16–74 anys està a l'atur.

La ciutat de Kilkeel té una forta herència unionista. Però mentre que segons el cens de 2001, al barri de Kilkeel-central hi ha registrat un 69% de protestants, un 21% de catòlics, i un 10% d'altres creences, al barri de Kilkeel- Sud només el 37% són protestants mentre que el 55% són catòlics i el 7% d'altres confessions.

## Townlands
L'assentament rep el nom del townland de Kilkeel, i la seva àrea urbana ha incorporat els townlands veïns, inclosos:
- Derryoge (de Doire Ríóg, que vol dir "roureda de Ríog")
- Drumcro (de Druim Cró que vol dir "cresta del plec")
- Dunnaman
- Kilkeel (de Cill Chaoil que vol dir "església de l'estret")
- Magheramurphy (de Machaire Mhurchaidh que vol dir "planura de Murphy")

## Història
Kilkeel pren el seu nom d'una vella església que dominava la ciutat, anglicitzat del gaèlic 'Cill Chaoil' que vol dir "Església de l'Estret." L'església fou construïda en 1388 i dedicada a "Sant Colman Del Mourne." Hom creu que era una església principal del grup que incloïa les de Kilmegan i Kilcoo encara que durant l'Edat Mitjana Kilkeel estava escassament poblada. Hi ha referències a l'assentgament a Kilkeel en el segle xi i fou la capital de l'antic Regne de Mourne. El seu cementiri fou usat fins al 1916 oer a enterrar les víctimes de la col·lisió entre dos vaixells de vapor a Carlingford Lough, el Retriever i el SS Connemara.
El 30 de maig de 1918 una flota de vaixells de pesca de Kilkeel fou enfonsada per l'U-boot UB-64 comandat per Otto von Schrader. Els vaixells es van enfonsar 12 milles lluny de la costa del comtat de Down, inclosos el Jane Gordon, Cyprus, Never Can Tell, St Mary, Sparkling Wave, Lloyds, Marianne Macrum i el vapor Honey Bee. Només dos bots, Moss Rose i Mary Joseph, no foren enfonsats i la seva tripulació pogué tornar a port. The Mary Joseph (N55) Arxivat 2012-02-14 a Wayback Machine. és ara a l'Ulster Folk and Transport Museum.

## Educació
La Gaelscoil na mBeann és una escola primària bilingüe on el gaèlic irlandès és la llengua d'instrucció mentre que l'anglès és introduït a tercer de primària. L'escola ensenya el currículum establit a Irlanda del Nord. Fou fundada en 2010 per un grup de pares locals que volien educació en gaèlic per a llurs fills. L'escola ha estat reconeguda pel Departament d'Educació d'Irlanda del Nord en 2012.